# Romuald Figuier
Romuald Figuier (* 5. Mai 1941 in Saint-Pol-de-Léon) ist ein französischer Sänger, der mehrfach am Eurovision Song Contest teilnahm.

## Leben und Wirken
Er vertrat Monaco beim Eurovision Song Contest 1964 mit dem Lied Où sont-elles passées? und erreichte den 3. Platz. Fünf Jahre später erreichte er für Luxemburg beim Wettbewerb mit Catherine den elften Platz.
1974 belegte er wieder für Monaco den vierten Platz mit Celui qui reste et celui qui s’en va.

## Bekannte Lieder
- 1963: Ma plus belle année
- 1964: Où sont-elles passées?
- 1964: Le temps des vacances
- 1965: Cow-boy
- 1965: C’est pas une vie
- 1965: Tout s’arrange quand on s’aime
- 1966: Passeport pour le soleil
- 1967: Chanson pour l’étrangère
- 1967: Je siffle ça
- 1968: Une rose à la mer
- 1969: Catherine
- 1969: Tous les printemps du monde
- 1971: Jesus Cristo
- 1972: Dis un petit mot
- 1972: Coeur de papillon
- 1973: Viens rêver sur l’eau
- 1974: Celui qui reste et celui qui s’en va
- 1975: Corps à corps
- 1975: L’adoption
- 1976: Malicia
- 1979: Tous les métros ratés
- 1984: Congo